# Поспєлов Петро Миколайович
Петро́ Микола́йович Поспє́лов (20 червня 1898, селище Кузнецово Корчевського повіту Тверської губернії, тепер місто Конаково Тверської області — 22 квітня 1979, місто Москва, Російська Федерація) — радянський партійний діяч. Герой Соціалістичної Праці (1958). Лауреат Сталінської премії І ступеня (1943). Академік АН СРСР (23 жовтня 1953, член-кореспондент 4 грудня 1946). Член Центральної контрольної комісії ВКП(б) у 1930—1934 роках, член Комісії партійного контролю при ЦК ВКП(б) у 1934—1937 роках. Член ЦК КПРС (1939—1971). Секретар ЦК КПРС (5 березня 1953 — 4 травня 1960). Кандидат у члени Президії ЦК КПРС з 29 червня 1957 по 17 жовтня 1961 року. Депутат Верховної Ради СРСР 2—6-го скликань. Депутат Верховної Ради УРСР 4-го скликання (1955–1959).

## Біографія
Народився в родині конторного службовця. Революційну роботу розпочав у Твері гімназистом. З жовтня 1914 по вересень 1916 року працював репетитором у Твері. У 1916 році закінчив Тверську гімназію.
Член РСДРП(б) з березня 1916 року.
З жовтня 1916 по березень 1917 року — конторник заготівельного пункту земської управи в селі Кожухово Корчевського повіту Тверської губернії та в місті Москві.
У 1917 році закінчив перший курс Московської сільськогосподарської академії.
З 1917 року — на партійній і профспілковій роботі в Твері. З травня по серпень 1917 року — агітатор-пропагандист Тверського районного партклубу. З вересня 1917 по травень 1918 року — секретар, інструктор Тверської губернської організації профспілки текстильників.
На початку Громадянської війни за рішенням ЦК РКП(б) був направлений на Урал для ведення підпільної роботи. Після повалення в Челябінську радянської влади, з червня 1918 по січень 1919 року — учасник більшовицької підпільної організації; діловод, секретар, член центрального бюро профспілок, організатор скликання «робітничого союзу», секретар примирної камери, яка вирішувала конфлікти між робітниками і підприємцями міста. У січні — лютому 1919 року — конторник, рахівник контори «Продшлях» у Челябінську.
З лютого по березень 1919 року служив рядовим 12-ї Уральської стрілецької дивізії Східного фронту Російської армії адмірала Колчака. У квітні 1918 року заарештований, «поїздом смерті» відправлений в Олександрівський централ. З червня по липень 1919 року перебував під наглядом у тифозному ешелоні 12-ї Уральської стрілецької дивізії в Челябінську і Томську.
У серпні 1919 — травні 1920 року — рахівник контори «Продшлях» у місті Омську. Брав участь у партизанському русі в Сибіру.
У червні 1920 — січні 1922 року — член президії, завідувач відділу культури Тверської губернської ради профспілок. У січні 1922 — жовтні 1923 року — член бюро Тверського міського комітету РКП(б),завідувач агітаційно-пропагандистського відділу Тверського губернського комітету РКП(б).
У листопаді 1923 — травні 1924 року — завідувач Новгородського губернського відділу народної освіти.
З травня 1924 року — в апараті ЦК ВКП(б) у Москві. У травні 1924 — лютому 1926 року — інструктор агітаційно-пропагандистського відділу ЦК ВКП(б).
У лютому 1926 — лютому 1927 року — слухач курсів марксизму-ленінізму при Комуністичній академії.
У вересні 1927 — червні 1930 року — слухач економічного відділення Інституту червоної професури в Москві.
У червні — жовтні 1930 року — літературний працівник, член редколегії редакції журналу «Більшовик» у Москві.
У жовтні 1930 — липні 1931 року — керівник групи Центральної контрольної комісії ВКП(б).
У липні 1931 — лютому 1934 року — у редакції газети «Правда»: член редколегії та завідувач відділу партійного життя.
У лютому 1934 — жовтні 1937 року — керівник групи друку Комісії партійного контролю при ЦК ВКП(б).
У жовтні 1937 — листопаді 1938 року — заступник завідувача відділу партійної пропаганди і агітації ЦК ВКП(б). У листопаді 1938 — березні 1939 року — заступник завідувача відділу пропаганди і агітації (усної та друкованої) ЦК ВКП(б). З 31 березня 1939 по вересень 1940 року — 1-й заступник начальника Управління пропаганди і агітації ЦК ВКП(б).
Брав участь у підготовці «Короткого курсу історії ВКП(б)». Один з авторів-упорядників книги «Йосип Віссаріонович Сталін. Коротка біографія» (1947).
У вересні 1940 — 20 липня 1949 року — головний редактор газети «Правда».
У липні 1949 — липні 1952 року — директор Інституту марксизму-ленінізму при ЦК ВКП(б).
У липні 1952 — березні 1953 року — заступник головного редактора газети «Правда».
У цей період активно брав участь у написанні статей, які прославляють Сталіна і фальсифікують історію партії і громадянської війни. У роки німецько-радянської війни передав разом з колективом інших лауреатів (всього 15 осіб) Сталінську премію у Фонд оборони.
5 березня 1953 — 4 травня 1960 року — секретар ЦК КПРС.
4 травня 1960 — 25 січня 1961 року — член Бюро ЦК КПРС по РРФСР.
25 січня 1961 — травень 1967 року — директор Інституту марксизму-ленінізму при ЦК КПРС. Редактор багатотомної «Історії КПРС». Керівник авторського колективу, який підготував офіційну біографію Леніна.
З вересня 1963 по 22 квітня 1979 року — член Президії Академії Наук СРСР. З травня 1967 по квітень 1979 року — голова Ради із організації комплектування і використання документальних матеріалів Академії Наук СРСР.
Помер 22 квітня 1979 року. Похований у Москві на Новодівичому кладовищі (ділянка № 9).

## Нагороди та премії
- Герой Соціалістичної Праці (1958)
- шість орденів Леніна (13.06.1945; 19.06.1948; 19.06.1958; 19.06.1968; 17.09.1975; 29.06.1978)
- орден Жовтневої Революції (20.07.1971)
- орден Вітчизняної війни I ступеня (23.09.1945)
- орден Дружби народів (22.06.1973)
- Сталінська премія першого ступеня (1943) — за наукову працю «Історія Громадянської війни в СРСР», том 2 (1942)
- Золота медаль імені Карла Маркса від АН СРСР (1972)